# Foca ocel·lada
La foca ocel·lada (Pusa hispida), coneguda igualment pels noms inuit de netsik o nattiq, és una foca sense orelles aparents que viu a les costes del nord de la Terra. És una de les 10 espècies més amenaçades pel canvi climàtic.

## Descripció
Els adults fan de 85 a 160 cm de llarg i pesen de 40 a 90 kg. Són de color gris pàl·lid amb taques negres i les taques sovint esan envoltades per anelles. Algunes subespècies també viuen en aigües dolces.

## Biologia
Les femelles arriben a la maduresa sexual als 5-7 anys i els mascles ho fan als 6-8 anys. Pareixen sobre el gel i ho fan de mitjans de març a principis d'abril. El període de gestació és d'uns 9 mesos. Són els únics pinnípedes que mantenen un forat respiratori en el gel i això els permet aprofitar hàbitats que els altres no poden.
Els seus depredadors naturals són l'orca, l'os polar, el llop i goluts; és una presa important per a l'amenaçat os polar.

## Dieta
S'alimenta de bacallà i altres peixos i crustacis.

## Subespècies
- Pusa hispida hispida: costes àrtiques europees i de Rússia, el Canadà i Alaska, incloent Nova Terra, Spitsbergen, Groenlàndia i Baffin
- Pusa hispida krascheninikovi: nord del mar de Bering
- Pusa hispida ochotensis: Kamtxatka, mar d'Okhotsk i fins als 35° N de latitud al Japó
- Pusa hispida botnica: mar Bàltic, golf de Bòtnia i golf de Finlàndia
- Pusa hispida ladogensis: llac Làdoga
- Pusa hispida saimensis: llac Saimaa (Finlàndia); és una de les foques més amenaçades del món, només en queden uns 250 individus

Les tres últimes subespècies estan aïllades de la resta, com també l'estretament relacionada foca del Baikal (o nerpa) i la foca del Caspi.